# 安基翁站
安基翁站（法語：Station Angrignon）位於加拿大魁北克省蒙特利爾市，是1號線的西面總站。

## 外部連結
- （法文）（英文）蒙特利爾交通局：安基翁站 （页面存档备份，存于）（英文） （页面存档备份，存于）
- （法文）（英文）：安基翁站 （页面存档备份，存于）（英文） （页面存档备份，存于），含有安基翁站的資訊、歷史、車站結構與藝術品資料。